# Phyllobroticella
Phyllobroticella là một chi bọ cánh cứng trong họ Chrysomelidae.
Chi này được miêu tả khoa học năm 1894 bởi Jacoby.

## Các loài
Các loài trong chi này gồm:
- Phyllobroticella africana (Jacoby, 1894)
- Phyllobroticella citrina Weise, 1903
- Phyllobroticella ferruginea Laboissiere, 1924
- Phyllobroticella flava Jacoby, 1894
- Phyllobroticella kraatzi Weise, 1902
- Phyllobroticella maynei Laboissiere, 1924
- Phyllobroticella nigripennis Laboissiere, 1924
- Phyllobroticella ochracea Weise, 1901
- Phyllobroticella pallida Laboissiere, 1924
- Phyllobroticella piciceps Weise, 1901
- Phyllobroticella straminea (Weise, 1903)